# 広尾町

広尾町市街地

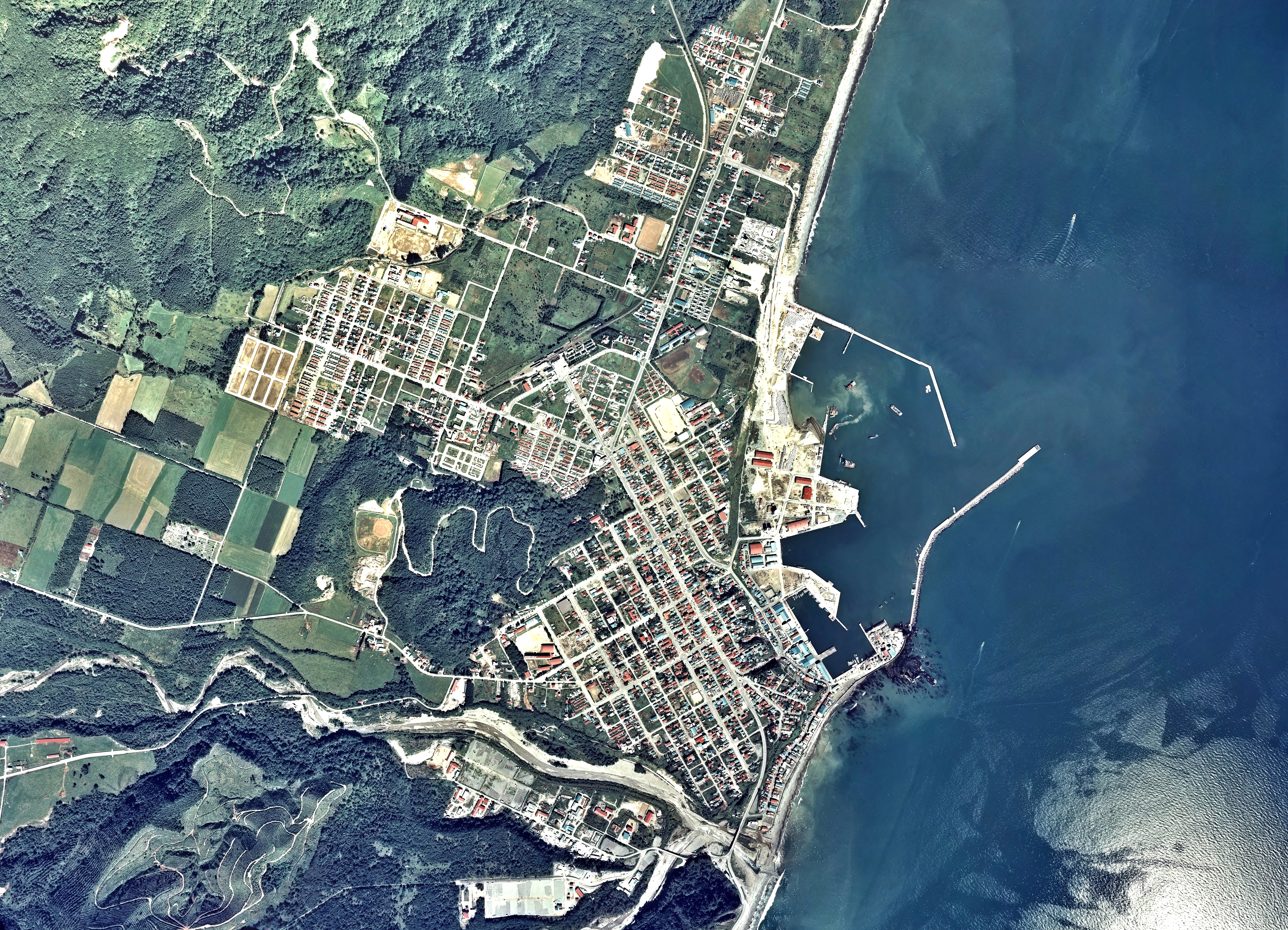
広尾町中心部周辺の空中写真。1977年撮影の8枚を合成作成。
。

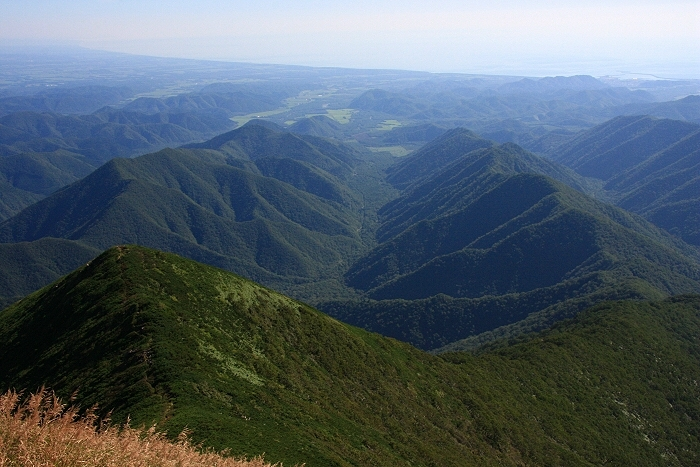
楽古岳より俯瞰する札楽古川のＶ字谷と十勝港

広尾町（ひろおちょう）は、北海道十勝総合振興局南部にある町。

## 町名の由来
「広尾」の地名は当初十勝会所が設けられた現市街地付近の崖下の岬付近の名称で、当初は「びろお」と呼ばれたが後年「尾篭（びろう）」と聞こえるのを嫌って「ひろお」となったとされている。
アイヌ語に由来するが以下の諸説がある。
| アイヌ語                     | アイヌ語   | 意味         | 由来 |
| カタカナ表記（アコㇿイタㇰ） | ラテン翻字 | 意味         | 由来 |
| ---------------------------- | ---------- | ------------ | --- |
| ピロㇿ                       | pir-or     | 蔭・のところ | 山蔭にあるため。江戸後期のアイヌ語通詞、上原熊次郎による説で、それ以前に秦檍麻呂が同説を書き、松浦武四郎も一説として紹介している。                            |
| ピオㇿ                       | pi-or      | 石・のところ | 小石が多いため。松浦武四郎『東蝦夷日誌』に書かれた説。 |
| ピルイペッ                   | pirui-pet  | 砥石・川     | 永田方正による説。広尾川河口に近い北岸にある青みを帯びた石崖のことではないかとされている。                                                                    |
| ピラオㇿ                     | pira-or    | 崖・のところ | 『北海道 駅名の起源』では1950年（昭和25年）版以降、同説を支持。1973年（昭和48年）では「ここを境に北方は砂浜であり、南方はどこまでもがけつづきである」と紹介。 |

## 地理
十勝総合振興局の最南端に位置する。
西部は日高山脈に由来する山岳地帯で日高山脈襟裳十勝国立公園に属しており、東部は太平洋に接する。
地震の多いところである。
- 山：野塚岳（1,353 m）、オムシャヌプリ（1,379 m）、楽古岳（1,472 m）、十勝岳（1,457m）、ピロロ岳（1,269m）、広尾岳（1,231 m）、トヨニ岳（1,493 m）、トヨニ岳北峰（1,529 m）、美幌岳（1,121m）
- 河川：豊似川、野塚川、楽古川、広尾川
- 湖沼：

### 隣接している自治体
- 十勝総合振興局
  - 広尾郡：大樹町
- 日高振興局
  - 幌泉郡：えりも町
  - 様似郡：様似町
  - 浦河郡：浦河町

### 人口
茂寄村の戸数、人口
- 1918年 - 1290戸、7962人[3]
- 1919年 - 1332戸、8388人[3]
- 1920年 - 1497戸、7828人[3]

| |                                        |  |
| 広尾町と全国の年齢別人口分布（2005年） | 広尾町の年齢・男女別人口分布（2005年） |  |
| ■紫色 ― 広尾町 ■緑色 ― 日本全国 | ■青色 ― 男性 ■赤色 ― 女性              |  |
| 広尾町（に相当する地域）の人口の推移 \| 1970年（昭和45年） \| 13,436人 \| \| \| 1975年（昭和50年） \| 11,399人 \| \| \| 1980年（昭和55年） \| 11,512人 \| \| \| 1985年（昭和60年） \| 11,285人 \| \| \| 1990年（平成2年） \| 10,346人 \| \| \| 1995年（平成7年） \| 9,593人 \| \| \| 2000年（平成12年） \| 8,975人 \| \| \| 2005年（平成17年） \| 8,325人 \| \| \| 2010年（平成22年） \| 7,884人 \| \| \| 2015年（平成27年） \| 7,030人 \| \| \| 2020年（令和2年） \| 6,387人 \| \| |                                        |  |
| 総務省統計局 国勢調査より |                                        |  |
| 1970年（昭和45年） | 13,436人                               |  |
| 1975年（昭和50年） | 11,399人                               |  |
| 1980年（昭和55年） | 11,512人                               |  |
| 1985年（昭和60年） | 11,285人                               |  |
| 1990年（平成2年） | 10,346人                               |  |
| 1995年（平成7年） | 9,593人                                |  |
| 2000年（平成12年） | 8,975人                                |  |
| 2005年（平成17年） | 8,325人                                |  |
| 2010年（平成22年） | 7,884人                                |  |
| 2015年（平成27年） | 7,030人                                |  |
| 2020年（令和2年） | 6,387人                                |  |

### 消滅集落
2015年国勢調査によれば、以下の集落は調査時点で人口0人の消滅集落となっている。
- 広尾町 - 字ポロブレペツ、旧上豊似地区、字ラッコベツ、字ラッコ、字上豊似、十勝港（重要港湾）、字ルベシベツ、字広尾、字ヲソウシ、字茂寄幹線

### 気候
| 広尾特別地域気象観測所（標高32m、広尾町並木通東）の気候 | 広尾特別地域気象観測所（標高32m、広尾町並木通東）の気候 | 広尾特別地域気象観測所（標高32m、広尾町並木通東）の気候 | 広尾特別地域気象観測所（標高32m、広尾町並木通東）の気候 | 広尾特別地域気象観測所（標高32m、広尾町並木通東）の気候 | 広尾特別地域気象観測所（標高32m、広尾町並木通東）の気候 | 広尾特別地域気象観測所（標高32m、広尾町並木通東）の気候 | 広尾特別地域気象観測所（標高32m、広尾町並木通東）の気候 | 広尾特別地域気象観測所（標高32m、広尾町並木通東）の気候 | 広尾特別地域気象観測所（標高32m、広尾町並木通東）の気候 | 広尾特別地域気象観測所（標高32m、広尾町並木通東）の気候 | 広尾特別地域気象観測所（標高32m、広尾町並木通東）の気候 | 広尾特別地域気象観測所（標高32m、広尾町並木通東）の気候 | 広尾特別地域気象観測所（標高32m、広尾町並木通東）の気候 |
| 月                                                      | 1月                                                     | 2月                                                     | 3月                                                     | 4月                                                     | 5月                                                     | 6月                                                     | 7月                                                     | 8月                                                     | 9月                                                     | 10月                                                    | 11月                                                    | 12月                                                    | 年                                                      |
| ------------------------------------------------------- | ------------------------------------------------------- | ------------------------------------------------------- | ------------------------------------------------------- | ------------------------------------------------------- | ------------------------------------------------------- | ------------------------------------------------------- | ------------------------------------------------------- | ------------------------------------------------------- | ------------------------------------------------------- | ------------------------------------------------------- | ------------------------------------------------------- | ------------------------------------------------------- | ------------------------------------------------------- |
| 最高気温記録 °C （°F）                                  | 10.1 (50.2)                                             | 15.7 (60.3)                                             | 17.9 (64.2)                                             | 28.1 (82.6)                                             | 35.8 (96.4)                                             | 33.3 (91.9)                                             | 35.7 (96.3)                                             | 35.1 (95.2)                                             | 33.7 (92.7)                                             | 28.1 (82.6)                                             | 22.4 (72.3)                                             | 16.3 (61.3)                                             | 35.8 (96.4)                                             |
| 平均最高気温 °C （°F）                                  | −0.3 (31.5)                                             | 0.0 (32)                                                | 4.0 (39.2)                                              | 9.9 (49.8)                                              | 14.6 (58.3)                                             | 16.5 (61.7)                                             | 20.1 (68.2)                                             | 22.1 (71.8)                                             | 20.3 (68.5)                                             | 15.5 (59.9)                                             | 9.4 (48.9)                                              | 2.6 (36.7)                                              | 11.2 (52.2)                                             |
| 日平均気温 °C （°F）                                    | −4.2 (24.4)                                             | −3.9 (25)                                               | 0.1 (32.2)                                              | 5.2 (41.4)                                              | 9.8 (49.6)                                              | 12.7 (54.9)                                             | 16.6 (61.9)                                             | 18.6 (65.5)                                             | 16.6 (61.9)                                             | 11.3 (52.3)                                             | 5.2 (41.4)                                              | −1.3 (29.7)                                             | 7.2 (45)                                                |
| 平均最低気温 °C （°F）                                  | −9.2 (15.4)                                             | −9.1 (15.6)                                             | −4.4 (24.1)                                             | 0.9 (33.6)                                              | 5.8 (42.4)                                              | 9.8 (49.6)                                              | 14.1 (57.4)                                             | 15.9 (60.6)                                             | 13.1 (55.6)                                             | 6.8 (44.2)                                              | 0.6 (33.1)                                              | −5.8 (21.6)                                             | 3.2 (37.8)                                              |
| 最低気温記録 °C （°F）                                  | −21.2 (−6.2)                                            | −22.1 (−7.8)                                            | −20.2 (−4.4)                                            | −11.6 (11.1)                                            | −2.6 (27.3)                                             | 1.0 (33.8)                                              | 4.0 (39.2)                                              | 8.4 (47.1)                                              | 1.6 (34.9)                                              | −4.1 (24.6)                                             | −11.6 (11.1)                                            | −17.2 (1)                                               | −22.1 (−7.8)                                            |
| 降水量 mm （inch）                                      | 71.6 (2.819)                                            | 59.9 (2.358)                                            | 95.1 (3.744)                                            | 111.3 (4.382)                                           | 162.4 (6.394)                                           | 149.2 (5.874)                                           | 166.2 (6.543)                                           | 217.7 (8.571)                                           | 262.6 (10.339)                                          | 194.2 (7.646)                                           | 127.7 (5.028)                                           | 91.4 (3.598)                                            | 1,709.2 (67.291)                                        |
| 降雪量 cm （inch）                                      | 83 (32.7)                                               | 70 (27.6)                                               | 63 (24.8)                                               | 16 (6.3)                                                | 1 (0.4)                                                 | 0 (0)                                                   | 0 (0)                                                   | 0 (0)                                                   | 0 (0)                                                   | 0 (0)                                                   | 5 (2)                                                   | 60 (23.6)                                               | 297 (116.9)                                             |
| 平均降水日数 （≥0.5 mm）                                | 9.6                                                     | 9.8                                                     | 11.6                                                    | 11.1                                                    | 11.9                                                    | 10.5                                                    | 12.9                                                    | 13.3                                                    | 12.8                                                    | 11.9                                                    | 12.2                                                    | 10.5                                                    | 138.2                                                   |
| 平均降雪日数                                            | 17.4                                                    | 18.1                                                    | 18.9                                                    | 8.9                                                     | 0.9                                                     | 0.0                                                     | 0.0                                                     | 0.0                                                     | 0.0                                                     | 0.6                                                     | 6.8                                                     | 16.6                                                    | 88.6                                                    |
| % 湿度                                                  | 64                                                      | 65                                                      | 66                                                      | 70                                                      | 77                                                      | 87                                                      | 89                                                      | 88                                                      | 82                                                      | 74                                                      | 65                                                      | 63                                                      | 74                                                      |
| 平均月間日照時間                                        | 166.1                                                   | 162.3                                                   | 186.1                                                   | 181.8                                                   | 173.1                                                   | 126.7                                                   | 108.3                                                   | 113.9                                                   | 134.5                                                   | 164.5                                                   | 149.2                                                   | 149.4                                                   | 1,815.8                                                 |
| 出典：気象庁 (平均値：1991年-2020年、極値：1958年-現在) |                                                         |                                                         |                                                         |                                                         |                                                         |                                                         |                                                         |                                                         |                                                         |                                                         |                                                         |                                                         |                                                         |

## 歴史

### 茂寄村
広尾は昔時「東、奥蝦夷」と称した地で、東南広尾川に沿えるアイヌが住んだ一集落である。当初松前藩士・蠣崎蔵人の給地であった。幕吏・小林卯十郎が海に沿って東行釧路に達する新道を開くに及び、始めて陸路交通の便を得る。寛政の頃から十勝国全部をトカチ場所と称し、会所を広尾に置いて支配人に納税や宿泊等の取扱いをなさしめた。
安政6年、仙台藩の領となり、目付、代官、勘定方等が人夫を伴い来て丸山の麓に陣屋を構え、農家、大工、木挽等を移住させ、穀菜等の試作をなさしめる。同年9月鹿児島藩領となり、同年転じて田安、一橋両侯家に分属され、田安家はビホロ川以北モンベツ川の間を領し、役宅を茂寄に、一橋家はビホロ川以南よりビタタヌンケまでを領し、役宅を音調津に設けた。1871年、田安、一橋両家の支配を罷めた。

### 年表
- 縄文時代より栄える。装飾、石器などが発見されている。
- 1630年（寛永6年） - 十勝神社の戸賀知明神社の創建。
- 1630年（寛永10年） - 近藤重蔵が広尾郡の西隅にあたるビタタヌンケとルベシベツの間にルベシベツ山道を開削する。
- 1636年（寛永12年） - アイボシマ付近の採金がはじまる。
- 1822年（文政4年） - 再び松前藩領へ。
- 1859年（安政6年） - トカチ陣屋が作られる。
- 1871年（明治4年） - 浦河郡役所広尾出張所を置く[3]。
- 1875年（明治8年）1月 - 茂寄郵便局を設ける[3]。2月戸長役場を置き、広尾、当縁二郡を管轄する[3]。
- 1887年（明治20年） - 釧路郡役所の管轄となる[3]。
- 1897年（明治30年） - 河西支庁の管轄となり、戸長役場の管轄区域を改め、当縁郡を割き、管轄を広尾全郡とし、茂寄村役場となる[3]。
- 1899年（明治32年）4月 - 釧路裁判所茂寄出張所を置く[3]。
- 1906年（明治39年） - 広尾郡茂寄村（もより）、当縁郡（とうぶい）大樹村、歴舟村（べるふね）、当縁村の一部が合併、二級町村制、広尾郡茂寄村が発足。
- 1926年（大正15年） - 広尾村に改称。
- 1928年（昭和3年） - 広尾郡大樹村（現大樹町）が分村。
- 1946年（昭和21年） - 町制施行、広尾町となる。
- 1984年（昭和59年） - ノルウェーのオスロ市からサンタランドの認定を受ける。

## 行政

### 歴代首長
| 代                                   | 氏名                                 | 就任                                 | 退任                                 | 備考                                 |
| 茂寄村長・広尾村長・広尾町長（官選） | 茂寄村長・広尾村長・広尾町長（官選） | 茂寄村長・広尾村長・広尾町長（官選） | 茂寄村長・広尾村長・広尾町長（官選） | 茂寄村長・広尾村長・広尾町長（官選） |
| ------------------------------------ | ------------------------------------ | ------------------------------------ | ------------------------------------ | ------------------------------------ |
| 初                                   | 田中好平                             | 1906年（明治39年）4月1日             | 1908年（明治41年）11月4日            |                                      |
| 2                                    | 浅山敬三郎                           | 1908年（明治41年）11月5日            | 1911年（明治44年）3月31日            |                                      |
| 3                                    | 天野剛                               | 1911年（明治44年）4月1日             | 1916年（大正5年）8月23日             |                                      |
| 4                                    | 高山広司                             | 1916年（大正5年）8月24日             | 1920年（大正9年）2月23日             |                                      |
| 5                                    | 山田力之助                           | 1920年（大正9年）2月24日             | 1922年（大正11年）9月27日            |                                      |
| 6                                    | 熊倉兼次                             | 1922年（大正11年）9月28日            | 1924年（大正13年）10月31日           |                                      |
| 7                                    | 坪谷寛吾                             | 1924年（大正13年）12月18日           | 1927年（昭和2年）12月15日            |                                      |
| 8                                    | 鶴岡七郎                             | 1927年（昭和2年）12月19日            | 1930年（昭和5年）4月19日             |                                      |
| 9                                    | 橋本粂之助                           | 1930年（昭和5年）4月20日             | 1932年（昭和7年）4月24日             |                                      |
| 10                                   | 小崎栄吉                             | 1932年（昭和7年）4月25日             | 1936年（昭和11年）9月19日            |                                      |
| 11                                   | 小池清治                             | 1936年（昭和11年）9月26日            | 1941年（昭和16年）5月14日            |                                      |
| 12                                   | 高橋武松                             | 1941年（昭和16年）5月15日            | 1944年（昭和19年）5月15日            |                                      |
| 13                                   | 佐藤伸昭                             | 1944年（昭和19年）5月16日            | 1946年（昭和21年）1月7日             |                                      |
| 14                                   | 高橋武松                             | 1946年（昭和21年）4月12日            | 1946年（昭和21年）11月8日            |                                      |
| 広尾町長（公選）                     |                                      |                                      |                                      |                                      |
| 15                                   | 元野元吉                             | 1947年（昭和22年）4月6日             | 1953年（昭和28年）12月30日           | 2期                                  |
| 16                                   | 真岩栄松                             | 1954年（昭和29年）2月1日             | 1966年（昭和41年）3月15日            | 4期                                  |
| 17                                   | 本間次郎                             | 1966年（昭和41年）4月23日            | 1970年（昭和45年）4月22日            | 1期                                  |
| 18                                   | 村上琢夫                             | 1970年（昭和45年）4月23日            | 1976年（昭和51年）6月9日             | 2期                                  |
| 19                                   | 泉耕治                               | 1976年（昭和51年）6月10日            | 2000年（平成12年）6月9日             | 6期                                  |
| 20                                   | 大野進                               | 2000年（平成12年）6月10日            | 2008年（平成20年）4月29日            | 2期                                  |
| 21                                   | 村瀨優                               | 2008年（平成20年）4月30日            | 2024年（令和6年）4月29日             | 4期                                  |
| 22                                   | 田中靖章                             | 2024年（令和6年）4月30日             | 現職                                 | 1期                                  |

## 経済
基幹産業は漁業、農業（畑作）、酪農。十勝港（国の重要港湾）がある。

### 農業
『大日本篤農家名鑑』によれば、茂寄村の篤農家は、「田中好平、中村就三、松本四郎、鈴木久太郎、鹽田辰之助、高木藤作、鹽崎政一郎、堀重松、岩浅伊三郎、榮元蔵、丹羽鍬治郎、長澤七次郎」などである。

### 組合
- 広尾町農業協同組合（JAひろお）
- 広尾漁業協同組合
- 広尾町森林組合
- 北海道農業共済組合（NOSAI北海道）十勝南部支所広尾分室
- 南十勝生コンクリート協同組合
- 広尾水産物仲買人協同組合

### 金融機関
- 帯広信用金庫広尾支店
- 日高信用金庫広尾支店
- 北海道銀行広尾支店

### 郵便局
- 広尾郵便局（集配局）
- 豊似郵便局
- 十勝野塚郵便局
- 音調津郵便局
- 広尾本通簡易郵便局

### その他の企業・店
- 岡嶋水産
- 工藤水産
- 山本水産
- 鏑木水産
- 中村商店

## 公的機関

### 行政機関
- 北海道開発局帯広開発建設部広尾道路事務所
- 海上保安庁釧路海上保安部広尾海上保安署
- 函館税関釧路税関支署十勝出張所

### 警察
- 広尾警察署

### 消防
- とかち広域消防事務組合広尾消防署

### 報道機関
- NHK帯広放送局広尾支局
- 十勝毎日新聞社広尾支局
- 北海道新聞社広尾支局

## 姉妹都市・提携都市
- 芽室町 （北海道）
- 大島町 （長崎県、現西海市）
- フログン市 （ノルウェー）

## 教育
- 高等学校
  - 北海道広尾高等学校（道立）
- 中学校
  - 広尾
- 小学校
  - 豊似、広尾

閉校された学校
- 音調津小学校 2007/03
- 音調津中学校 2007/03
- 野塚中学校 2007/03
- 広尾第二小学校 2011/03（広尾と広尾第二を統合。旧広尾第二小の校舎を広尾小として継続使用。）
- 野塚小学校 2015/03
- 豊似中学校 2017/03

## 交通

### 空港
- 帯広空港（帯広市）

### 港湾
- 十勝港（重要港湾・特定農林水産物・食品輸出促進港湾）

1996年から定期航路として近海郵船のフェリーが上り便のみ寄航していたが、1999年（平成11年）11月に廃止されている。

### 鉄道
かつては広尾線が通っていたが、1987年（昭和62年）2月2日に廃止されている。町内には豊似駅、野塚駅、新生駅、広尾駅が設置されていた。

### 道路
- 高速道路

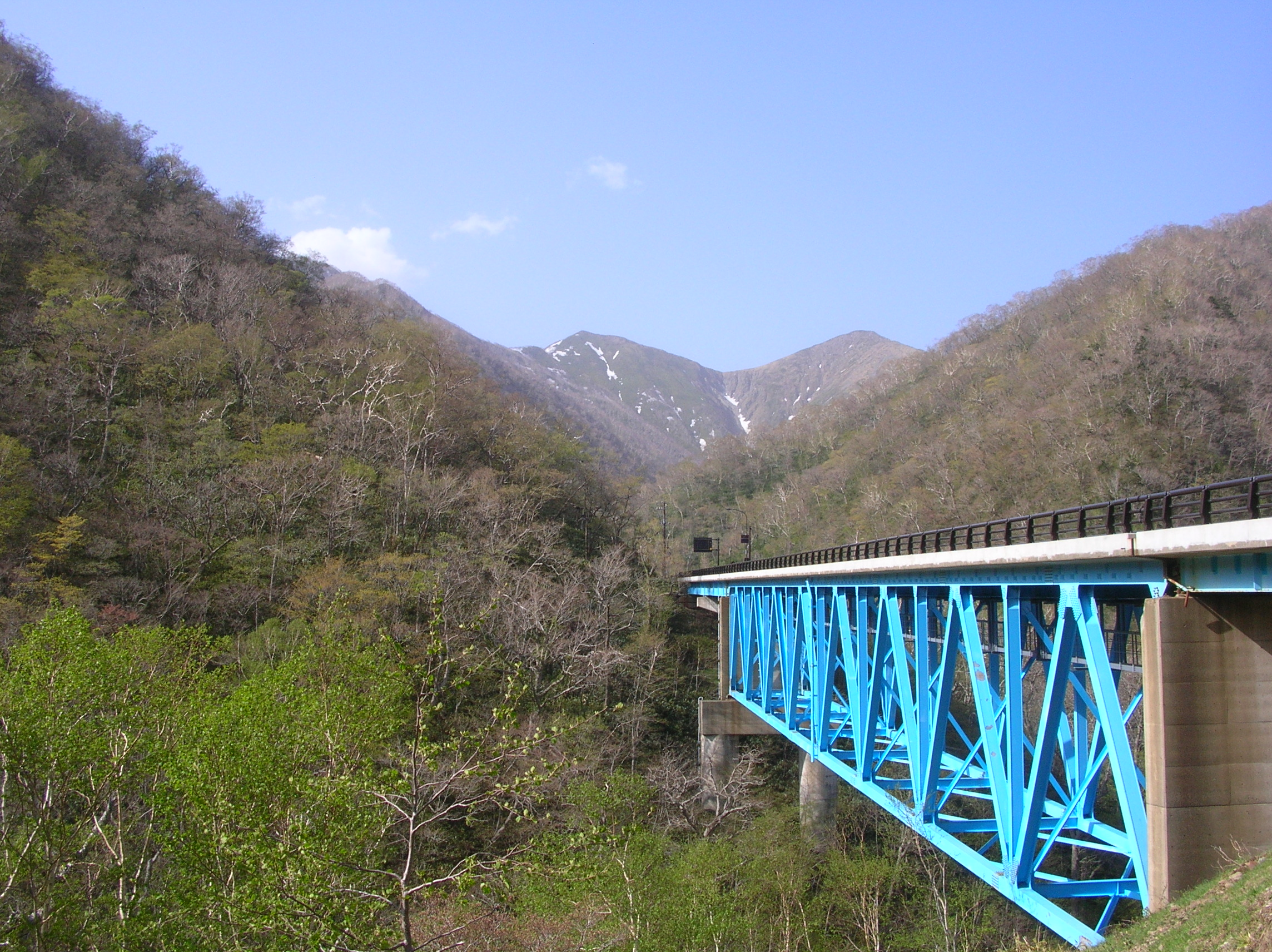
天馬の橋

  - 帯広広尾自動車道(大樹広尾道路) : 豊似IC - 広尾IC　※2024年5月時点では未開通
- 一般国道
  - 国道236号（天馬街道）
  - 国道336号（黄金道路）
- 都道府県道
  - 北海道道315号十勝港線
  - 北海道道414号広尾停車場線
  - 北海道道987号豊似広尾線
  - 北海道道1037号広尾大樹線
  - 北海道道1071号音調津陣屋線

### バス
- 十勝バス（広尾営業所、広尾待合所を設置[10][11]） - 大樹町・幕別町忠類・更別村・中札内村・帯広市方面（国鉄広尾線代替路線）
- ジェイ・アール北海道バス（日勝線） - えりも町・様似町方面、札幌市方面高速バス「高速ひろおサンタ号」（当分の間運休）

## 名所・旧跡・観光スポット・祭事・催事

### 文化財

#### 道指定有形文化財
- 東蝦新道記 - 十勝神社蔵、非公開
- 円空作観音像 - 禅林寺蔵、非公開

#### 町の文化財
- 円空仏「厨子」、広尾学校扁額、トカチ陣屋の井戸枠、十勝神社の石灯籠など有形文化財13件
- 仙台藩トカチ陣屋跡
- 杉の樹林地 - 十勝神社

### 観光
- 大丸山
- 魚類飼育展示館（前身施設：広尾海洋水族科学館）
- フンベの滝
- 中川一郎記念館

### 祭り
- つつじ祭り（6月第1日曜日）
- 十勝港海上花火大会（8月第1土曜日）
- ふるさと夏まつり（8月14日）
- サンタランドイルミネーション点灯式（10月最終土曜日）
- サンタの街イルミネーションコンテスト（11月第2土曜日 - 12月25日）
- 海鮮山鮮まんぷくまつり（12月第2日曜日）

## 出身有名人

### 政治・経済
- 中川一郎（政治家） - 衆議院議員。農林水産大臣等を歴任。中川文蔵の息子。
- 中川義雄（政治家） - 元参議院議員、中川一郎の弟。
- 喜多龍一（政治家） - 北海道議会元議長。
- 中川新太郎（中川時計店代表）[12]
- 鈴木千代秀（時計、貴金属、蓄音機小売・秀榮堂代表）[12]

### 学術
- 小田清（経済学者）

### スポーツ
- 志村亜貴子（野球選手） - アサヒトラスト女子硬式野球部主将、女子野球日本代表（マドンナ・ジャパン）主将。
- 北勝海信芳（元大相撲力士、相撲部屋親方） - 第61代横綱、現年寄八角・第13代日本相撲協会理事長。
- 堀田一郎（元プロ野球選手） - 読売ジャイアンツ。

### その他
- 久保裕行（THE イナズマ戦隊）
- 水野善公 - 北海道放送所属のアナウンサー。

### ゆかりのある人物
- 坂本直行（画家） - 釧路市出身、広尾町在住。坂本龍馬が生まれた郷士坂本家第8代当主。中札内村に記念館がある。
- 中川文蔵（開拓農民、雑貨商兼家畜商、政治家） - 富山県出身。広尾町会議員。中川一郎の父。
- 中川昭一（政治家） - 衆議院議員。中川一郎の長男。東京都生まれ、本籍が広尾町。農林水産大臣、経済産業大臣、自民党政調会長、財務大臣、内閣府特命担当大臣金融を歴任。
- 本間宇兵衛 - 新潟県出身。広尾港で日用雑貨商、海産物仲買、醤油味噌製造販売業などを営む。